# Julius Aghahowa
Julius Aghahowa (ur. 12 lutego 1982 w Beninie) – nigeryjski piłkarz grający na pozycji napastnika.

## Kariera piłkarska

### Kariera klubowa
Wychowanek klubów Police Machines oraz Bendel Insurance. Karierę piłkarską rozpoczął w Bendel Insurance, skąd w 1999 przeszedł do Espérance Tunis. W listopadzie 2000 został zaproszony do ukraińskiego Szachtara Donieck. W styczniu 2007 przeniósł się do angielskiego Wigan Athletic. Od lata 2008 bronił barw tureckiego Kayserispor. 4 lipca 2009 jako wolny agent powrócił do Szachtara Donieck. W sierpniu 2010 został wypożyczony do PFK Sewastopol. Po zakończeniu sezonu 2010/11, w którym PFK Sewastopol spadł z Premier-Lihi powrócił do donieckiego klubu. Nie zagrał żadnego meczu i latem 2012 opuścił Szachtar. W kwietniu 2013 ogłosił zakończenie kariery piłkarskiej.

### Kariera reprezentacyjna
W latach 2000–2007 występował w reprezentacji Nigerii. Łącznie rozegrał 32 mecze i strzelił 14 goli.

## Sukcesy i odznaczenia

### Sukcesy klubowe
- mistrz Afrykańskiej Ligi Mistrzów: 1999
- mistrz Tunezji: 1999
- zdobywca Pucharu Tunezji: 1999
- mistrz Ukrainy: 2002, 2005, 2006, 2010
- wicemistrz Ukrainy: 2003, 2004, 2007
- zdobywca Pucharu Ukrainy: 2002, 2004
- finalista Pucharu Ukrainy: 2003, 2005, 2007
- zdobywca Superpucharu Ukrainy: 2005

### Sukcesy reprezentacyjne
- wicemistrz PNA: 2000
- brązowy medalista PNA: 2002, 2004, 2006
- występ na Igrzyskach Olimpijskich: 2000
- występ na Mistrzostwach Świata: 2002

## Ciekawostki
- Strzelił jedynego gola dla reprezentacji Nigerii na MŚ w 2002 roku.